# Quân hàm Quân lực Việt Nam Cộng hòa
Hệ thống cấp bậc của Quân lực Việt Nam Cộng hòa được đặt ra ngay sau khi thành lập nền Đệ nhất Cộng hòa (1955), khởi thủy bằng cách chuyển đổi tương đương cấp bậc của quân đội Pháp. Hàng sĩ quan có 3 cấp (thiếu, trung, đại), nhận diện bằng bông mai vàng (cấp úy), bông mai bạc (cấp tá), ngôi sao trắng (cấp tướng). Năm 1967, khi nền Đệ nhị Cộng hòa thành lập, hệ thống cấp bậc được điều chỉnh theo hệ thống cấp bậc Quân đội Hoa Kỳ và các nước đồng minh. Sĩ quan các cấp trong các đơn vị tác chiến đều phải ngụy trang cấp bậc bằng màu đen, do đó bông mai của cấp tá cộng thêm một gạch (để phân biệt với cấp úy). Sửa đổi quan trọng nhất là bổ sung cấp bậc Chuẩn tướng. Sĩ quan cấp tướng bắt đầu bằng cấp Chuẩn tướng. Ở quân chủng Hải quân, song song với cấp bậc còn được gọi theo Hải hàm: Chuẩn tướng (Phó Đề đốc), Thiếu tướng (Đề Đốc), Trung tướng (Phó Đô đốc), Đại tướng (Đô đốc) và Thống tướng (Thủy sư Đô đốc). Tuy nhiên, trong 3 quân chủng Lục, Hải, Không quân của QLVNCH, duy nhất chỉ có một người mang cấp bậc cao nhất là Thống tướng Lục quân Lê Văn Tỵ, người mang cấp cao nhất ở Hải quân là Phó Đô đốc Chung Tấn Cang và Không quân là Trung tướng Trần Văn Minh.

## Lục quân

### Trước 1964

Thiếu tá
Trung tá
Đại tá

Thiếu tướng
Trung tướng
Đại tướng

Hạ sĩ
Hạ sĩ nhất

Trung sĩ
Trung sĩ nhất
Thượng sĩ
Thượng sĩ nhất

Chuẩn úy
Thiếu úy
Trung úy
Đại úy

Thiếu tá
Trung tá
Đại tá

Thiếu tướng
Trung tướng
Đại tướng

Hạ sĩ
Hạ sĩ nhất

Trung sĩ
Trung sĩ nhất
Thượng sĩ
Thượng sĩ nhất

Chuẩn úy
Thiếu úy
Trung úy
Đại úy

Thiếu tá
Trung tá
Đại tá

Chuẩn Đô đốc
Phó Đô đốc
Đô đốc

Hạ sĩ
Hạ sĩ nhất

Trung sĩ
Trung sĩ nhất
Thượng sĩ
Thượng sĩ nhất

Chuẩn úy
Thiếu úy
Trung úy
Đại úy

- Thiếu tá
- Trung tá
- Đại tá

Thiếu tướng
Thiếu tướng (Quân hàm đại lễ)
Trung tướng (Quân hàm làm việc)
Trung tướng
Đại tướng

### Sau 1964

Thiếu tá (Quân hàm làm việc)
Trung tá
Đại tá

Hạ sĩ
Hạ sĩ nhất

Trung sĩ
Trung sĩ nhất
Thượng sĩ
Thượng sĩ nhất

Chuẩn úy
Thiếu úy
Trung úy
Đại úy

Thiếu tá
Trung tá
Đại tá

Chuẩn tướng
Thiếu tướng (Quân hàm làm việc)
Trung tướng (Quân hàm đại lễ)
Đại tướng
Thống tướng (Quân hàm đại lễ)

Hạ sĩ
Hạ sĩ nhất

Trung sĩ
Trung sĩ nhất
Thượng sĩ
Thượng sĩ nhất

Phó Đề đốc (Chuẩn tướng)
Đề đốc (Thiếu tướng) (Quân hàm làm việc)
Phó Đô đốc (Trung tướng)
Đô đốc (Đại tướng)
Thủy sư Đô đốc (Thống tướng)

Hạ sĩ
Hạ sĩ nhất

Trung sĩ
Trung sĩ nhất
Thượng sĩ
Thượng sĩ nhất

Chuẩn úy
Thiếu úy (Quân hàm làm việc)
Trung úy
Đại úy

- Thiếu tá
(Quân hàm làm việc)
- Trung tá
- Đại tá

- Chuẩn tướng
- Thiếu tướng
(Quân hàm đại lễ)
- Trung tướng
(Quân hàm làm việc)
- Đại tướng
- Thống tướng
(Quân hàm đại lễ)

## Không quân

### Trước 1964
- Hạ sĩ
- Hạ sĩ nhất

- Trung sĩ
- Trung sĩ nhất
- Thượng sĩ
- Thượng sĩ nhất

- Chuẩn úy
- Thiếu úy
- Trung úy
- Đại úy

- Thiếu tá
- Trung tá
- Đại tá

- Thiếu tướng
- Trung tướng
- Đại tướng

### Sau 1964
- Hạ sĩ
- Hạ sĩ nhất

- Trung sĩ
- Trung sĩ nhất
- Thượng sĩ
- Thượng sĩ nhất

- Chuẩn úy
- Thiếu úy
- Trung úy
- Đại úy

- Thiếu tá
- Trung tá
- Đại tá

- Chuẩn tướng
- Thiếu tướng
(Quân hàm làm việc)
- Trung tướng
(Quân hàm đại lễ)
- Đại tướng
- Thống tướng
(Quân hàm đại lễ)

## Hải quân

### Trước 1964
- Hạ sĩ
- Hạ sĩ nhất

- Trung sĩ
- Trung sĩ nhất
- Thượng sĩ
- Thượng sĩ nhất

- Chuẩn úy
- Thiếu úy
- Trung úy
- Đại úy

- Thiếu tá
- Trung tá
- Đại tá

- Chuẩn Đô đốc
- Phó Đô đốc
- Đô đốc

### Sau 1964
- Hạ sĩ
- Hạ sĩ nhất

- Trung sĩ
- Trung sĩ nhất
- Thượng sĩ
- Thượng sĩ nhất

Hải quân Chuẩn úy
Hải quân Thiếu úy
Hải quân Trung úy
Hải quân Đại úy

Hải quân Thiếu tá
Hải quân Trung tá
Hải quân Đại tá

- Phó Đề đốc
(Chuẩn tướng)
- Đề đốc
(Thiếu tướng)
(Quân hàm làm việc)
- Phó Đô đốc
(Trung tướng)
- Đô đốc
(Đại tướng)
- Thủy sư Đô đốc
(Thống tướng)

## Thủy quân lục chiến

Thiếu tá
Trung tá
Đại tá

Thiếu tướng
Trung tướng

Hạ sĩ
Hạ sĩ nhất

Trung sĩ
Trung sĩ nhất
Thượng sĩ
Thượng sĩ nhất

Chuẩn úy
Thiếu úy
Trung úy
Đại úy

Thiếu tá
Trung tá
Đại tá

Chuẩn tướng
Thiếu tướng
Trung tướng

Trước 1964

Hạ sĩ
Hạ sĩ nhất

Trung sĩ
Trung sĩ nhất
Thượng sĩ
Thượng sĩ nhất

Chuẩn úy
Thiếu úy
Trung úy
Đại úy

- Thiếu tá
- Trung tá
- Đại tá

- Thiếu tướng
- Trung tướng

Sau 1964
- Hạ sĩ
- Hạ sĩ nhất

- Trung sĩ
- Trung sĩ nhất
- Thượng sĩ
- Thượng sĩ nhất

- Chuẩn úy
- Thiếu úy
- Trung úy
- Đại úy

- Thiếu tá
- Trung tá
- Đại tá

- Chuẩn tướng
- Thiếu tướng
- Trung tướng